# П'єр Барбізе
П'єр Барбізе (фр. Pierre Barbizet; 20 вересня 1922, Аріка — 18 січня 1990, Марсель) — французький піаніст.

## Біографія
Народився і провів дитячі роки в Чилі, де працював його батько. Після цього навчався в школі в Марселі, потім закінчив Паризьку консерваторію (1944) у Армана Ферте.. 
1948 року завоював перше місце на Міжнародному конкурсі в Схевенінгені, у 1949 році отримав п'яту премію Конкурсу імені Маргеріт Лонг. 
Протягом 1940-х років грав в кабаре в районі Пігаль, у тому числі в ансамблі з Самсоном Франсуа та П'єром Петі. У основі репертуару Барбізе лежали твори Моцарта та музика французьких композиторів. Особливо популярним був дует Барбізе зі скрипалем Крістіаном Ферра: удвох вони записали, зокрема, всі сонати Бетховена.
З 1963 року і до смерті Барбізе очолював марсельську консерваторію. Серед його учнів, зокрема, Елен Грімо та Лоран Корса.

## Вшанування пам'яті
Іменем Барбізе названа площа в Марселі.